# Félix José Íñiguez de Onzoño Angulo
Félix José Íñiguez de Onzoño Angulo (Bilbao, 17 de noviembre de  1922 - Bilbao, 5 de septiembre de 2018) fue un arquitecto español. Colaboró habitualmente con su hermano, José Luis Íñiguez de Onzoño.

## Biografía
Realizó sus primeros estudios en el colegio Santiago Apóstol de Bilbao. Durante la Guerra civil pasó por diversos centros docentes: el colegio de Maristas de Logroño, el de los jesuitas de Indauchu y en el Instituto Nacional Unamuno de Bilbao.
En 1939 se trasladó a Madrid, donde realizó la carrera de Ciencias Exactas en la Universidad de Madrid (1943), se trasladó a Barcelona, donde realizó el servicio militar. En la ciudad condal realizó los estudios de arquitectura en la Escuela Técnica Superior de Arquitectura de Barcelona (1943-1945), siendo profesor ayudante del catedrático Francisco Botella. 
En 1950 obtuvo la plaza de arquitecto municipal en Guecho (Vizcaya); y posteriormente presidió el Colegio de Arquitectos Vasco-Navarro.
Casado con Mª Dolores Ramírez Escudero Valdés. El matrimonio tuvo cuatro hijos: Francisco Javier, Ana, Natxo y Miguel.

## Distinciones y reconocimientos
Entre otros, recibió los siguientes premios y reconocimientos:
- Tercer premio en el concurso de Análisis Urbanístico en poblaciones de más de 20.000 habitantes del Instituto de Análisis de la Administración Local en Getxo (1959).
- Premio "Pedro de Asúa" del Colegio Oficial de Arquitectos Vasco-Navarro (1965), por el edificio Estrauntza, construido junto con su hermano.
- Tercer premio en el Concurso Nacional de la Universidad Autónoma de Vizcaya (1965), junto a Emiliano Aman Puente y José Luis Iñíguez de Onzoño, por el edificio Espacio de Madrid, realizado en colaboración con su hermano y con Juan Daniel Fullaondo. Y un Accésit por el Polideportivo Lasesarre de Baracaldo, junto a Carlos Lázaro y Ángela Grijelmo.
- Primer Premio en el concurso nacional para el Club de Campo Laukariz de la Sociedad Bilbaína (1971), también junto con su hermano.
- Premio del concurso de los Centros de Educación Primaria de Álava (1972).

## Obra arquitectónica
- Edificio Beaz (calle Sabino Arana, 8. Bilbao)[4]

## Referencias

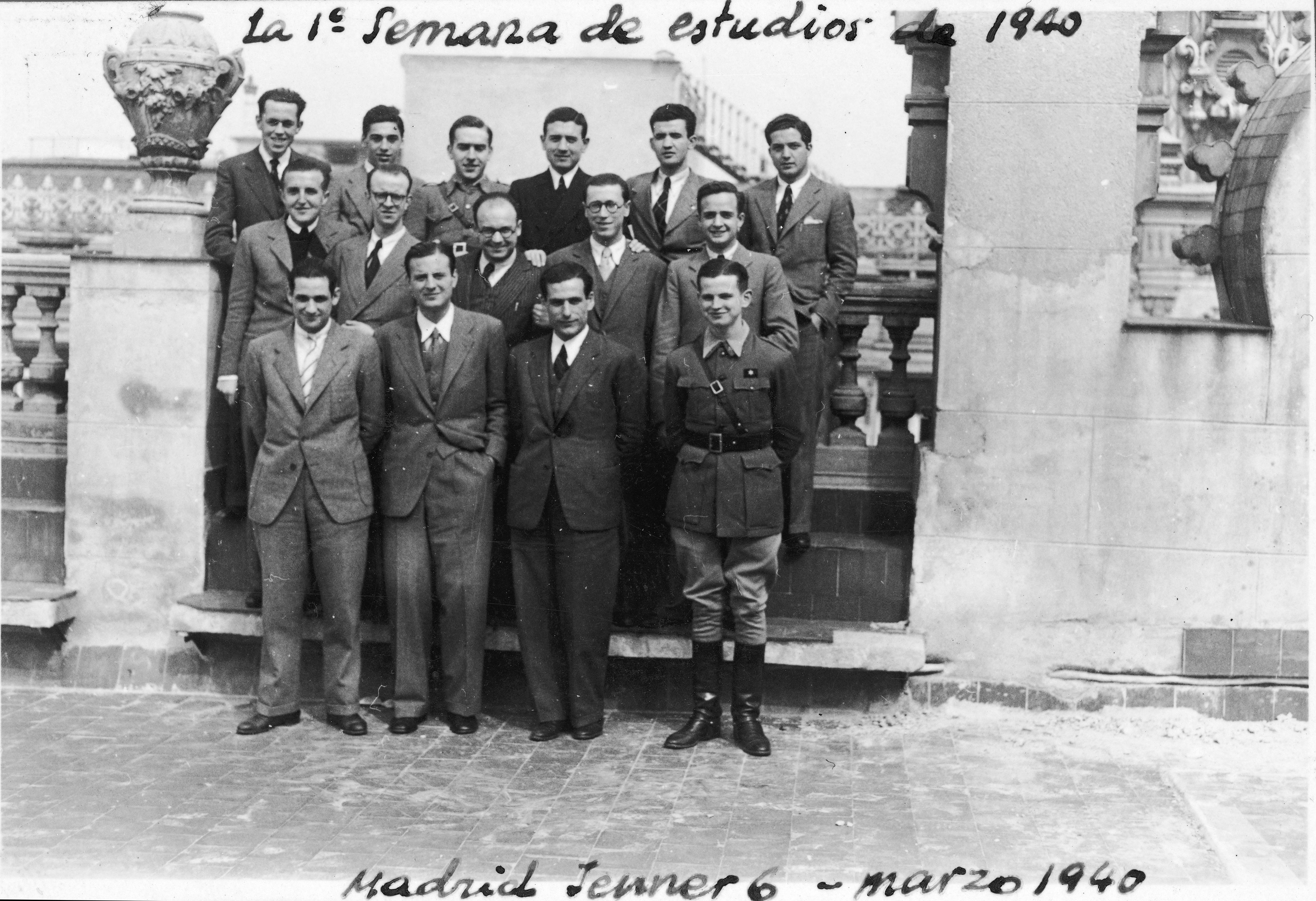
Félix José Íñiguez de Onzoño en la I Semana de estudios - Residencia Jenner (6 de marzo de 1940). Es el segundo por la izquierda, de la fila superior.